# Biston bura
Biston bura es una especie de polilla de la familia Geometridae. La especie fue descrita por primera vez por Francis Walker en 1894 en el sur de Célebes.